# 20 000 mil podmorskiej żeglugi (film 1916)
20 000 mil podmorskiej żeglugi (ang. 20,000 Leagues Under the Sea) – amerykański film z 1916 w reżyserii Stuarta Patona na podst. Dwadzieścia tysięcy mil podmorskiej żeglugi i Tajemniczej wyspy Juliusza Verne’a.
W Polsce międzywojennej był dystrybuowany przez Miejski Kinematograf Oświatowy.

## Fabuła
Rząd amerykański otrzymuje informacje o pojawieniu się tajemniczego potwora morskiego. W celu zbadania sprawy zostaje wysłany okręt "Abraham Lincoln". Okręt podczas misji zostaje staranowany i zatopiony przez potwora. Stwór okazuje się być okrętem podwodnym zbudowanym przez muzułmańskiego księcia Daakera. Daaker ściga brytyjskiego kupca Charlesa Denvera, który spowodował śmierć jego żony i porwał jego dziecko. Książę Daaker, teraz nazywający siebie kapitanem Nemo, bierze na pokład trójkę ocalałych pasażerów "Abrahama Lincolna". 

## Obsada
- Allen Holubar – kapitan Nemo / książę Daaker
- Jane Gail – Dziecko Natury
- Matt Moore – porucznik Bond
- William Welsh – Charles Denver
- Curtis Benton – Ned Land
- Dan Hanlon – profesor Aronnax
- Edna Pendleton – profesor Aronnax